# یولیا اسنیگر
یولیا اسنیگر (روسی: Юлия Викторовна Снигирь؛ زادهٔ ۲ ژوئن ۱۹۸۳) یک مدل، و هنرپیشه اهل روسیه است.
حرفه بازیگری او زمانی شروع شد که به آکادمی تئاتر پرستو دعوت شد و اولین بازی او در فیلم آخرین قتل‌عام، توسط واکسن و برق اجرا گردید.
وی سابقه بازی در فیلم و سریال هایی همچون جاده ای به سوی کالواری، یک روز خوب برای جان سخت و مرد خوب را در کارنامه هنری خود دارد.